# Gil & Milton
Gil & Milton é um álbum de estúdio lançado conjuntamente por Gilberto Gil e Milton Nascimento lançado pela gravadora WEA Music no ano de 2000 com a produção de Guto Graça Mello. Assim como os discos feito em parceria com Caetano Veloso, Rita Lee, Jorge Ben entre outros tantos, este projeto de Gil — desta vez ao lado de Milton, rendeu uma boa repercussão de público e crítica pelo projeto em que ambos dividem o mesmo álbum, reinterpretando canções como "Ponta de Areia" e "Canção do Sal" e incluindo cinco canções desta parceria, como "Lar Hospitalar", "Duas Sanfonas", "Dinamarca", "Trovoada" e "Sebastian" — principal faixa de trabalho do disco. Há regravações de temas como "Dora" de Dorival Caymmi, "Maria" de Ary Barroso, "Something" dos Beatles e "Yo Vengo a Ofrecer Mi Corazón" do argentino Fito Páez no repertório do disco.

## Parceria
Ambos começaram na música no mesmo período, diga-se de passagem, e sempre tiveram vontade de fazer algo juntos em um projeto que se resultasse em um disco, até que Gil, após trabalhar no projeto que se resultou na trilha sonora do filme Eu, Tu, Eles, se encontrou com o autor de "Travessia" e decidiram realizar o disco. Na nota publicada pelo site Cliquemusic, sobre as canções do disco "Isso não quer dizer que, ao enveredar por caminhos musicais e sentimentais que ligam Minas à Bahia, Milton e Gil só trafeguem por estradas melancólicas ou tristes". Ambos iniciaram o festival Rock In Rio III no dia 12 de janeiro, abrindo para figurões como Sting e James Taylor e seguiram com a turnê pelas capitais do Brasil, passando pelo Montreux Jazz Festival e encerrando a turnê em Buenos Aires no Teatro Gran Rex no dia 12 de outubro de 2001. Após o show na capital portenha, ambos retomariam suas carreiras solos.

## Faixas
| N.º | Título                                                    | Compositor(es)                     | Duração |  |
| 1.  | "Sebastian"                                               | Gilberto Gil e Milton Nascimento   | 5:03    |  |
| 2.  | "Duas Sanfonas" (participação especial de Sandy & Junior) | Gilberto Gil e Milton Nascimento   | 5:01    |  |
| 3.  | "Ponta de Areia" (vinheta)                                | Milton Nascimento e Fernando Brant | 0:45    |  |
| 4.  | "Bom Dia"                                                 | Gilberto Gil e Nana Caymmi         | 4:12    |  |
| 5.  | "Trovoada"                                                | Gilberto Gil e Milton Nascimento   | 4:34    |  |
| 6.  | "Something"                                               | George Harrison                    | 3:31    |  |
| 7.  | "Maria"                                                   | Ary Barroso e Luiz Peixoto         | 4:46    |  |
| 8.  | "Lar Hospitalar"                                          | Gilberto Gil e Milton Nascimento   | 4:30    |  |
| 9.  | "Yo Vengo a Ofrecer Mi Corazón"                           | Fito Páez                          | 4:37    |  |
| 10. | "Dora"                                                    | Dorival Caymmi                     | 4:32    |  |
| 11. | "Xica da Silva"                                           | Jorge Ben                          | 4:22    |  |
| 12. | "Canção do Sal"                                           | Milton Nascimento                  | 3:39    |  |
| 13. | "Dinamarca"                                               | Gilberto Gil e Milton Nascimento   | 2:46    |  |
| 14. | "Palco" (vinheta)                                         | Gilberto Gil                       | 0:43    |  |
| 15. | "Baião da Garoa"                                          | Luiz Gonzaga e Hervé Cordovil      | 3:19    |  |

## Ficha Técnica
- Produzido por: Guto Graça Mello
- Concepção musical: Milton Nascimento e Gilberto Gil
- Produção executiva: Maitê Quartucci, Marilene Gondim e Remo Brandalise
- Direção artística: Tom Capone
- Assistente de produção: Celso Lessa e Marinella Galvão
- Arregimentação: Celso Lessa
- Estúdio de gravação e mixagem: Blue Studios (Rio de Janeiro)
- Técnicos de gravação: Sério Ricardo e Marcelo Load
- Assistentes: Alexandre Maurell, Renato Oliveira e Anderson Barros
- Pré-gravações: Estúdio Ilha dos Sapos (Salvador)
- Técnicos de gravação: Sérgio Ricardo e Duda
- Técnico de mixagem: Luís Paulo Serafim
- Assistente: Alexandre Maurell e Anderson Barros
- Gravação de cordas: Estúdio Mosh (SP)
- Técnico de gravação: Guilherme Canais
- Assistente: André (Bamban)
- Masterizado por: Ricardo Garcia para Magic Master
- Assistente Milton Nascimento: Egas Barros (Baster)
- Assistente pessoal Gil (camarim): Adelícia Freitas
- Roadie Gil: Kynkas

Capa
- Direção de arte: Cristina Portella e Isabel Diegues
- Logo: André Vallias e Cristina Portella
- Fotos: Fábio Ghivelder
- Assistente de fotografia: Marcos Fortes
- Projeto gráfico: Cristina Portella
- Designer assistente: Pedro Gaia
- Cenário: Isabel Diegues
- Assistentes de produção: Tiago Borba e Miguel Ângelo Pereira
- Figurinos: Luiza Marcier
- Assistente de figurino: Cacá Hermeto
- Maquiagem: Marcos Padilha
- Coordenação gráfica: Sílvia Panella